# Weltmeisterschaften im Gewichtheben 1970
Die 44. Weltmeisterschaften im Gewichtheben der Männer fanden vom 12. bis 20. September 1970 in der US-amerikanischen Stadt Columbus, Bundesstaat Ohio, statt. An den von der International Weightlifting Federation (IWF) im Dreikampf (Drücken, Reißen und Stoßen) ausgetragenen Wettkämpfen nahmen 129 Gewichtheber aus 28 Nationen teil.

## Medaillengewinner

### Männer

#### Klasse bis 52 Kilogramm
| Disziplin | Gold                 | Gold     | Silber                     | Silber   | Bronze               | Bronze   |
| --------- | -------------------- | -------- | -------------------------- | -------- | -------------------- | -------- |
| Drücken   | Sándor Holczreiter   | 120,0 kg | Wladyslaw Kryschtschyschyn | 112,5 kg | Vladimir Smetanin    | 105,0 kg |
| Reißen    | Walter Szołtysek     | 102,5 kg | Vladimir Smetanin          | 100,0 kg | Salvador del Rosario | 95,0 kg  |
| Stoßen    | Salvador del Rosario | 130,0 kg | Charlie Depthios           | 127,5 kg | Walter Szołtysek     | 127,5 kg |
| Dreikampf | Sándor Holczreiter   | 342,5 kg | Walter Szołtysek           | 330,0 kg | Vladimir Smetanin    | 330,0 kg |

#### Klasse bis 56 Kilogramm
| Disziplin | Gold             | Gold     | Silber        | Silber   | Bronze           | Bronze   |
| --------- | ---------------- | -------- | ------------- | -------- | ---------------- | -------- |
| Drücken   | Imre Földi       | 120,0 kg | Fernando Báez | 115,0 kg | Mohammad Nassiri | 115,0 kg |
| Reißen    | Henryk Trębicki  | 107,5 kg | Kenkichi Andō | 105,0 kg | Imre Földi       | 105,0 kg |
| Stoßen    | Mohammad Nassiri | 147,5 kg | Imre Földi    | 137,5 kg | Kenkichi Andō    | 135,0 kg |
| Dreikampf | Mohammad Nassiri | 362,5 kg | Imre Földi    | 362,5 kg | Henryk Trębicki  | 357,5 kg |

#### Klasse bis 60 Kilogramm
| Disziplin | Gold             | Gold     | Silber           | Silber   | Bronze           | Bronze   |
| --------- | ---------------- | -------- | ---------------- | -------- | ---------------- | -------- |
| Drücken   | Mladen Kutschew  | 130,0 kg | Mieczysław Nowak | 127,5 kg | Yoshinobu Miyake | 120,0 kg |
| Reißen    | Jan Wojnowski    | 120,0 kg | Yoshiyuki Miyake | 117,5 kg | Mieczysław Nowak | 115,0 kg |
| Stoßen    | Mieczysław Nowak | 150,0 kg | Jan Wojnowski    | 147,5 kg | János Benedek    | 147,5 kg |
| Dreikampf | Mieczysław Nowak | 392,5 kg | Jan Wojnowski    | 385,0 kg | Yoshiyuki Miyake | 382,5 kg |

#### Klasse bis 67,5 Kilogramm
| Disziplin | Gold                 | Gold     | Silber               | Silber   | Bronze               | Bronze   |
| --------- | -------------------- | -------- | -------------------- | -------- | -------------------- | -------- |
| Drücken   | János Bagócs         | 140,0 kg | Zbigniew Kaczmarek   | 140,0 kg | Waldemar Baszanowski | 137,5 kg |
| Reißen    | Waldemar Baszanowski | 135,0 kg | Zbigniew Kaczmarek   | 132,5 kg | Yusaku Ono           | 125,0 kg |
| Stoßen    | János Bagócs         | 167,5 kg | Zbigniew Kaczmarek   | 167,5 kg | Won Shin-hee         | 165,0 kg |
| Dreikampf | Zbigniew Kaczmarek   | 440,0 kg | Waldemar Baszanowski | 437,5 kg | János Bagócs         | 432,5 kg |

#### Klasse bis 75 Kilogramm
| Disziplin | Gold            | Gold     | Silber        | Silber   | Bronze            | Bronze   |
| --------- | --------------- | -------- | ------------- | -------- | ----------------- | -------- |
| Drücken   | Wiktor Kurenzow | 152,5 kg | Ari Kurko     | 150,0 kg | Werner Dittrich   | 150,0 kg |
| Reißen    | Aimé Terme      | 142,5 kg | Leif Jensen   | 142,5 kg | Mohamed Tarabulsi | 140,0 kg |
| Stoßen    | Wiktor Kurenzow | 180,0 kg | Gábor Szarvas | 172,5 kg | Yordan Bikov      | 170,0 kg |
| Dreikampf | Wiktor Kurenzow | 462,5 kg | Leif Jensen   | 455,0 kg | Gábor Szarvas     | 445,0 kg |

#### Klasse bis 82,5 Kilogramm
| Disziplin | Gold                 | Gold     | Silber         | Silber   | Bronze         | Bronze   |
| --------- | -------------------- | -------- | -------------- | -------- | -------------- | -------- |
| Drücken   | Gennadi Iwantschenko | 165,0 kg | Norbert Ozimek | 160,0 kg | György Horváth | 157,5 kg |
| Reißen    | Gennadi Iwantschenko | 150,0 kg | David Rigert   | 147,5 kg | Masushi Ōuchi  | 145,0 kg |
| Stoßen    | Gennadi Iwantschenko | 190,0 kg | Norbert Ozimek | 182,5 kg | Mike Karchut   | 182,5 kg |
| Dreikampf | Gennadi Iwantschenko | 505,0 kg | Norbert Ozimek | 482,5 kg | David Rigert   | 482,5 kg |

#### Klasse bis 90 Kilogramm
| Disziplin | Gold            | Gold     | Silber                    | Silber   | Bronze          | Bronze   |
| --------- | --------------- | -------- | ------------------------- | -------- | --------------- | -------- |
| Drücken   | Wassili Kolotow | 175,0 kg | Jean-Pierre Van Lerberghe | 165,0 kg | Marek Gołąb     | 165,0 kg |
| Reißen    | Wassili Kolotow | 160,0 kg | Rainer Dörrzapf           | 145,0 kg | Pierre Gourrier | 142,5 kg |
| Stoßen    | Wassili Kolotow | 202,5 kg | Phil Grippaldi            | 190,0 kg | Géza Tóth       | 187,5 kg |
| Dreikampf | Wassili Kolotow | 537,5 kg | Phil Grippaldi            | 490,0 kg | Géza Tóth       | 490,0 kg |

#### Klasse bis 110 Kilogramm
| Disziplin | Gold              | Gold     | Silber               | Silber   | Bronze              | Bronze   |
| --------- | ----------------- | -------- | -------------------- | -------- | ------------------- | -------- |
| Drücken   | Jaan Talts        | 200,0 kg | Alexandar Krajtschew | 187,5 kg | Bob Bednarski       | 182,5 kg |
| Reißen    | Kauko Kangasniemi | 160,0 kg | Jaan Talts           | 155,0 kg | Jean-Paul Fouletier | 152,5 kg |
| Stoßen    | Jaan Talts        | 210,0 kg | Roberto Vezzani      | 200,0 kg | Bob Bednarski       | 200,0 kg |
| Dreikampf | Jaan Talts        | 565,0 kg | Alexandar Krajtschew | 535,0 kg | Bob Bednarski       | 530,0 kg |

#### Klasse über 110 Kilogramm
| Disziplin | Gold               | Gold     | Silber           | Silber   | Bronze             | Bronze   |
| --------- | ------------------ | -------- | ---------------- | -------- | ------------------ | -------- |
| Drücken   | Serge Reding       | 215,0 kg | Wassili Alexejew | 215,0 kg | Ken Patera         | 207,5 kg |
| Reißen    | Kalevi Lahdenranta | 172,5 kg | Wassili Alexejew | 170,0 kg | Manfred Rieger     | 165,0 kg |
| Stoßen    | Wassili Alexejew   | 227,5 kg | Serge Reding     | 215,0 kg | Kalevi Lahdenranta | 210,0 kg |
| Dreikampf | Wassili Alexejew   | 612,5 kg | Serge Reding     | 590,0 kg | Kalevi Lahdenranta | 577,5 kg |

## Doping
Wegen Dopings wurde folgende Athleten nachträglich disqualifiziert:
- bis 52 kg: Sándor Holczreiter (Ungarn, Gold), Walter Szoltysek (Polen, Silber), Vladimir Smetanin (UdSSR, Bronze)
- bis 56 kg: Imre Földi (Ungarn, Silber), Henryk Trebicki (Polen, Bronze)
- bis 60 kg: Mieczysław Nowak (Polen, Gold), Jan Wojnowski (Polen, Silber), Yoshiyuki Miyake (Japan, Bronze)
- bis 67,5 kg: János Bagócs (Ungarn, Bronze)

Diese Disqualifikationen wurden ein Jahr später beim Kongress anlässlich der nächsten Weltmeisterschaft wieder aufgehoben.